# The Duel at Daytona
The Duel at Daytona (anciennement dénommé Bluegreen Vacations Duel, Can-Am Duels et à l'origine Twin 125s), est une course automobile annuelle organisée au mois de février par la NASCAR à l'occasion du championnat des NASCAR Cup Series.
Elle se déroule sur le circuit dénommé Daytona International Speedway situé en Floride.

## Qualifications pour le Daytona 500
Cette course est la seconde compétition de la saison (après le Cook Out Clash at Bowman Gray Stadium).
La compétition est composée de deux courses de 150 miles (240 km), toutes deux qualificatives pour le Daytona 500 puisque les places obtenues lors de ces deux courses servent à déterminer la grille de départ du Daytona 500. Ce système de qualification est unique en NASCAR.
Auparavant, La course n'attribuait pas de point pour le championnat des NASCAR Cup Series. Néanmoins, depuis la saison 2017, les vainqueurs des Duels gagnent chacun 10 points, les deuxièmes 9 points et ainsi de suite jusqu'au 10e qui gagne 1 point.
L'épreuve constitue une course préparatoire au Daytona 500 qui se déroule quelques jours plus tard sur le même circuit. Elle est insérée dans la série de courses automobiles dénommée Speedweeks qui ont lieu sur le circuit Daytona International Speedway pendant environ une semaine, celle-ci se terminant en apothéose par le Daytona 500.

### La compétition
- Première séance d'essai.
- Qualifications composée de 2 séances : les pilotes doivent réaliser le tour du circuit de plus rapidement possible (départ lancé). Seuls les pilotes ayant effectué les 12 meilleurs temps lors de la première séance sont autorisés à participer à la deuxième séance de qualification.
- Seconde et troisième séances d'essai.
- Can-am Duel 1 de 60 tours de circuit : oppose les pilotes classés impairs lors des qualifications - les places sur la grille de départ sont fonction des temps obtenus en qualification - depuis 2017, le vainqueur remporte 10 points de championnat[3].
- Can-am Duel 2 de 60 tours de circuit : oppose les pilotes classés pairs lors des qualifications - les places sur la grille de départ sont fonction des temps obtenus en qualification - depuis 2017, le vainqueur remporte 10 points de championnat[3].

### Composition de la grille de départ du Daytona 500
Les pilotes ayant obtenu les deux meilleurs temps lors des qualifications occuperont d'office les deux pole positions au Daytona 500 (le plus rapide occupe la pole position intérieure tandis que le second occupera la pole position extérieure). Ces deux pilotes participent néanmoins aux Can-Am Duels.
Les Top 15 des deux courses des Can-Am Duels sont qualifiés pour le Daytona et y seront répartis sur la grille de départ de la façon suivante :
- Le Top 15 de la première course (Can-Am Duel 1) occupera la ligne intérieur de la place 2 à la place 16.
- Le Top 15 de la seconde course (Can-Am Duel 2) occupera la ligne extérieure de la place 2 à la place 16.

Après les Duels, les organisateurs prennent en compte les temps de qualification des pilotes non qualifiés. Les quatre plus rapides occuperont les places 33 à 36. Cette règle a été adoptée pour protéger les voitures qui lors des qualifications avaient obtenu de bons temps mais qui en course avait été éliminées à la suite d'une panne moteur ou d'un accident.
Les dernières places disponibles sont attribuées par les organisateurs aux équipes non encore qualifiées mais qui figurent dans le Top 35 des points ainsi qu'aux anciens champions NASCAR qui n'auraient pas obtenus leurs qualification.

## Évolution du logo

Gatorade 125's (1997–2004)
Gatorade (2005–2012)
Budweiser (2013–2015)
Can-Am (2016-2020)
Blue Green (2021-2024)
The Duel at Daytona (dès 2025)

## L'histoire
L'événement est organisé pour la première fois en 1959. Les deux courses se disputent sur une distance de 100 miles correspondant à 40 tours de circuit.
De 1959 à 1971, les courses attribuent des points pour le championnat dénommé à l'époque le Grand National Championship.
Pour l'édition de 1968, les courses auraient normalement dû se disputer sur une longueur de 125 miles (201 km) chacune mais finalement les fortes pluies ont conduit à l'annulation de l'événement. La grille de départ pour le Daytona 500 fut établie sur la base des temps obtenus en qualifications (donc sur 1 tour). En 1969, les courses se disputent sur la distance 125 miles (50 tours de circuit).
En 1972, l'ère moderne de la NASCAR débute et les Duels sont retirés du Grand National Championship car pour pouvoir attribuer des points comptant pour le championnat, les courses devaient comptabiliser au minimum 250 miles (400 km). Les Duels sont néanmoins maintenus mais n'accordent plus de points pour le championnat.
La couverture médiatique débute au début des années 1980. La chaîne CBS couvre l'événement mais le diffuse en différé, la veille du Daytona 500.
L'introduction des plaques de restriction en 1988 a pour effet de diminuer la vitesse des voitures et la consommation de carburant. Les pilotes ont donc la possibilité de courir l'entièreté de la course sans effectuer d'arrêt au stand (Pitstop). À neuf reprises (entre 1988 et 2004), une des courses se terminera sans neutralisation (caution) et sans arrêt au stand pour le vainqueur. En 2003, le règlement est modifié et exige une diminution de la capacité des réservoirs lors des courses avec plaques de restriction (passant de 22 US gal (83 litres) à 13 US gal (49 litres)) ce qui rend de facto nécessaire un arrêt au stand.
Dès 2001, les courses sont retransmises en direct par la télévision et, de 2001 à 2006, selon une alternance établie (comme pour le Daytona 500) entre la FOX/FX et la NBC/TNT.
En 2005, la longueur des courses passe à 150 miles (60 tours). L'événement est rebaptisé Gatorade Duel à la suite du sponsoring du nom par la société Gatorade. Un report de la course en 2006 à cause de la pluie contraint celle-ci à se terminer de nuit sous éclairage artificiel.
En 2007, les Gatorade Duels sont retransmis sur la chaîne Speed propriété du groupe Fox Sports de la 20th Century Fox sur base d'un nouveau contrat. Cette même année, des allégations de tricherie (en) sont mises à jour lors des qualifications ce qui entraine des sanctions vis-à-vis de certains pilotes et écuries. En 2013, c'est la société Budweiser qui reprend le sponsoring du nom.
Pendant les Speedweeks 2013, les officiels du Daytona International Speedway annoncent que les courses de qualification de 2014 se dérouleraient en Prime Time (sous éclairage artificiel) le jeudi avant le Daytona 500 et qu'elles seraient diffusées sur la chaîne Fox Sports 1.
En 2016, l'événement est rebaptisé Can-Am Duels puisque le sponsoring du nom est repris par la société de véhicules tout terrain Can-Am filiale de Bombardier Recreational Products.
Dès la saison 2017, les Duels décernent à nouveau des points de championnat aux 10 premiers de chaque Duel (dégressif de 10 à 1 point).

### Caractéristiques du circuit
- Course :
  - Longueur : 150 milles (241 km)
  - Nombre de tours : 60 tours (2 segments de 30 tours)

- Piste :
  - Type : speedway tri-ovale
  - Revêtement : asphalte
  - Longueur circuit : 2,5 milles (4,023 km)
  - Nombre de virages : 4
  - Inclinaison (banking) :
    - Virages : 31°
    - Virage tri-ovale (face tribunes principales) : 16°
    - Ligne droite arrière : 2°

- Record du tour de piste : 40,364 secondes par Colin Braun (Michael Shank Racing) en 2013 à l'occasion de la course Roush Yates Ford EcoBoost 3.5L GDI V6tt en Daytona Prototype (en).

## Le palmarès
| Saison | Date       | No                                  | Pilote                              | Écurie                              | Manufacturier                       | Course                              | Course                              | Course                              | Course                              | Note       |
| ------ | ---------- | ----------------------------------- | ----------------------------------- | ----------------------------------- | ----------------------------------- | ----------------------------------- | ----------------------------------- | ----------------------------------- | ----------------------------------- | ---------- |
| Saison | Date       | No                                  | Pilote                              | Écurie                              | Manufacturier                       | Nb. tr.                             | Miles (km)                          | Durée                               | Moyenne (miles/h)                   | Note       |
| 1959   | 20 février | 49                                  | Bob Welborn                         |                                     | Chevrolet                           | 40                                  | 100 (160,934)                       | 41 min 54 s                         | 143,198                             |            |
| 1959   | 20 février | 99                                  | Shorty Rollins                      |                                     | Ford                                | 40                                  | 100 (160,934)                       | 46 min 26 s                         | 129,218                             |            |
| 1959   | 21 février | 47                                  | Jack Smith                          | Jack Smith                          | Chevrolet                           | 10                                  | 25 (40,233)                         | 10 min 37 s                         | 141,28                              |            |
| 1959   | 13 février | 22                                  | Fireball Roberts                    | John Hines                          | Pontiac                             | 40                                  | 100 (160,934)                       | 45 min 32 s                         | 137,614                             |            |
| 1959   | 13 février | 47                                  | Jack Smith                          | Jack Smith                          | Pontiac                             | 40                                  | 100 (160,934)                       | 40 min 57 s                         | 146,520                             |            |
| 1959   | 13 février | 26                                  | Curtis Turner (en)                  | Holman-Moody                        | Ford                                | 10                                  | 25 (40,233)                         | 18 min 22 s                         | 144,694                             |            |
| 1961   | 24 février | 22                                  | Fireball Roberts                    | Smokey Yunick                       | Pontiac                             | 39                                  | 97,5 (156,911)                      | 45 min 06 s                         | 129,711                             | [ Note 1 ] |
| 1961   | 24 février | 08                                  | Joe Weatherly                       | Bud Moore Engineering               | Pontiac                             | 40                                  | 100 (160,934)                       | 39 min 16 s                         | 152,671                             |            |
| 1961   | 24 février | 27                                  | Junior Johnson                      |                                     | Pontiac                             | 10                                  | 25 (40,233)                         | 10 min 04 s                         | 149,006                             |            |
| 1962   | 16 février | 22                                  | Fireball Roberts                    | Jim Stephens                        | Pontiac                             | 40                                  | 100 (160,934)                       | 38 min 13 s                         | 156,999                             |            |
| 1962   | 16 février | 08                                  | Joe Weatherly                       | Bud Moore Engineering               | Pontiac                             | 40                                  | 100 (160,934)                       | 41 min 16 s                         | 145,395                             |            |
| 1962   | 16 février | 72                                  | Bobby Johns                         |                                     | Pontiac                             | 10                                  | 25 (40,233)                         | 9 min 53 s                          | 151,556                             |            |
| 1963   | 22 février | 03                                  | Junior Johnson                      | Ray Fox                             | Chevrolet                           | 40                                  | 100 (160,934)                       | 36 min 34 s                         | 164,083                             |            |
| 1963   | 22 février | 13                                  | Johnny Rutherford                   | Smokey Yunick                       | Chevrolet                           | 40                                  | 100 (160,934)                       | 36 min 49 s                         | 162,969                             |            |
| 1963   | 23 février | 71                                  | Bubba Farr                          | W. M. Harrison                      | Chevrolet                           | 20                                  | 50 (80,467)                         |                                     |                                     |            |
| 1964   | 21 février | 03                                  | Junior Johnson                      | Ray Fox                             | Dodge                               | 40                                  | 100 (160,934)                       | 35 min 08 s                         | 170,777                             |            |
| 1964   | 21 février | 26                                  | Bobby Isaac                         | Ray Nichels                         | Dodge                               | 40                                  | 100 (160,934)                       | 35 min 20 s                         | 169,811                             |            |
| 1965   | 12 février | 16                                  | Darel Dieringer                     | Bud Moore Engineering               | Mercury                             | 40                                  | 100 (160,934)                       | 36 min 13 s                         | 165,669                             |            |
| 1965   | 12 février | 27                                  | Junior Johnson                      | Junior Johnson & Associates         | Ford                                | 40                                  | 100 (160,934)                       | 54 min 01 s                         | 111,076                             |            |
| 1966   | 25 février | 99                                  | Paul Goldsmith                      | Ray Nichels                         | Plymouth                            | 40                                  | 100 (160,934)                       | 37 min 24 s                         | 160,427                             |            |
| 1966   | 25 février | 03                                  | Earl Balmer                         | Ray Fox                             | Dodge                               | 40                                  | 100 (160,934)                       | 39 min 01 s                         | 153,191                             |            |
| 1967   | 24 février | 12                                  | LeeRoy Yarbrough                    | Jon Thorne                          | Dodge                               | 40                                  | 100 (160,934)                       | 36 min 36 s                         | 163,934                             |            |
| 1967   | 24 février | 28                                  | Fred Lorenzen                       | Holman-Moody                        | Ford                                | 40                                  | 100 (160,934)                       | 34 min 22 s                         | 174,587                             |            |
| 1968   | 22 février | Course annulée à cause de la pluie. | Course annulée à cause de la pluie. | Course annulée à cause de la pluie. | Course annulée à cause de la pluie. | Course annulée à cause de la pluie. | Course annulée à cause de la pluie. | Course annulée à cause de la pluie. | Course annulée à cause de la pluie. |            |
| 1969   | 20 février | 17                                  | David Pearson                       | Holman-Moody                        | Ford                                | 50                                  | 125 (201,168)                       | 49 min 16 s                         | 152,181                             |            |
| 1969   | 20 février | 71                                  | Bobby Isaac                         | Nord Krauskopf                      | Dodge                               | 50                                  | 125 (201,168)                       | 49 min 27 s                         | 151,688                             |            |
| 1970   | 19 février | 21                                  | Cale Yarborough                     | Wood Brothers Racing                | Mercury                             | 50                                  | 125 (201,168)                       | 40 min 48 s                         | 183,295                             |            |
| 1970   | 19 février | 99                                  | Charlie Glotzbach                   | Ray Nichels                         | Dodge                               | 50                                  | 125 (201,168)                       | 50 min 46 s                         | 147,734                             |            |
| 1971   | 11 février | 06                                  | Pete Hamilton                       | Cotton Owens                        | Plymouth                            | 50                                  | 125 (201,168)                       | 42 min 51 s                         | 175,029                             |            |
| 1971   | 11 février | 17                                  | David Pearson                       | Holman-Moody                        | Mercury                             | 50                                  | 125 (201,168)                       | 44 min 27 s                         | 168,728                             |            |
| 1972   | 17 février | 71                                  | Bobby Isaac                         | Nord Krauskopf                      | Dodge                               | 50                                  | 125 (201,168)                       | 59 min 00 s                         | 127,118                             |            |
| 1972   | 17 février | 12                                  | Bobby Allison                       | Richard Howard                      | Chevrolet                           | 50                                  | 125 (201,168)                       | 48 min 45 s                         | 178,217                             |            |
| 1973   | 15 février | 71                                  | Buddy Baker                         | Nord Krauskopf                      | Dodge                               | 50                                  | 125 (201,168)                       | 43 min 12 s                         | 173,611                             |            |
| 1973   | 15 février | 14                                  | Coo Coo Marlin                      | H.B. Cunningham                     | Chevrolet                           | 50                                  | 125 (201,168)                       | 47 min 43 s                         | 157,177                             |            |
| 1974   | 14 février | 27                                  | Bobby Isaac                         | Banjo Matthews                      | Chevrolet                           | 45                                  | 112,5 (181,051)                     | 54 min 27 s                         | 123,212                             | [ Note 2 ] |
| 1974   | 14 février | 11                                  | Cale Yarborough                     | Richard Howard                      | Chevrolet                           | 45                                  | 112,5 (181,051)                     | 52 min 03 s                         | 129,724                             | [ Note 2 ] |
| 1975   | 13 février | 16                                  | Bobby Allison                       | Team Penske                         | Matador                             | 50                                  | 125 (201,168)                       | 47 min 52 s                         | 156,685                             |            |
| 1975   | 13 février | 21                                  | David Pearson                       | Wood Brothers Racing                | Mercury                             | 50                                  | 125 (201,168)                       | 47 min 47 s                         | 156,958                             |            |
| 1976   | 12 février | 71                                  | Dave Marcis                         | Nord Krauskopf                      | Dodge                               | 50                                  | 125 (201,168)                       | 1 h 02 min 47 s                     | 119,458                             |            |
| 1976   | 12 février | 88                                  | Darrell Waltrip                     | DiGard Motorsports                  | Chevrolet                           | 50                                  | 125 (201,168)                       | 48 min 00 s                         | 156,250                             |            |
| 1977   | 17 février | 43                                  | Richard Petty                       | Petty Enterprises                   | Dodge                               | 50                                  | 125 (201,168)                       | 41 min 42 s                         | 179,856                             |            |
| 1977   | 17 février | 11                                  | Cale Yarborough                     | Junior Johnson & Associates         | Chevrolet                           | 50                                  | 125 (201,168)                       | 43 min 45 s                         | 171,429                             |            |
| 1978   | 16 février | 51                                  | A. J. Foyt                          | A. J. Foyt                          | Buick                               | 50                                  | 125 (201,168)                       | 1 h 00 min 58 s                     | 123,018                             |            |
| 1978   | 16 février | 88                                  | Darrell Waltrip                     | DiGard Motorsports                  | Chevrolet                           | 50                                  | 125 (201,168)                       | 44 min 12 s                         | 169,683                             |            |
| 1979   | 15 février | 28                                  | Buddy Baker                         | Ranier-Lundy                        | Oldsmobile                          | 50                                  | 125 (201,168)                       | 44 min 45 s                         | 167,598                             |            |
| 1979   | 15 février | 88                                  | Darrell Waltrip                     | DiGard Motorsports                  | Oldsmobile                          | 50                                  | 125 (201,168)                       | 49 min 01 s                         | 153,009                             |            |
| 1980   | 14 février | 21                                  | Neil Bonnett (en)                   | Wood Brothers Racing                | Mercury                             | 50                                  | 125 (201,168)                       | 54 min 15 s                         | 138,250                             |            |
| 1980   | 14 février | 01                                  | Donnie Allison                      | Hoss Ellington                      | Oldsmobile                          | 50                                  | 125 (201,168)                       | 45 min 20 s                         | 165,441                             |            |
| 1981   | 12 février | 28                                  | Bobby Allison                       | Ranier-Lundy                        | Pontiac                             | 50                                  | 125 (201,168)                       | 49 min 36 s                         | 150,125                             |            |
| 1981   | 12 février | 11                                  | Darrell Waltrip                     | Junior Johnson & Associates         | Buick                               | 50                                  | 125 (201,168)                       | 49 min 03 s                         | 152,905                             |            |
| 1981   | 13 février | 66                                  | Lake Speed                          | Speed Racing                        | Oldsmobile                          | 30                                  | 75 (120,7)                          | 31 min 12 s                         | 144,231                             |            |
| 1982   | 11 février | 27                                  | Cale Yarborough                     | M.C. Anderson                       | Buick                               | 50                                  | 125 (201,168)                       | 55 min 26 s                         | 135,298                             |            |
| 1982   | 11 février | 01                                  | Buddy Baker                         | Hoss Ellington                      | Buick                               | 50                                  | 125 (201,168)                       | 51 min 54 s                         | 144,509                             |            |
| 1982   | 12 février | 29                                  | Tim Richmond                        | Billie Harvey                       | Ford                                | 30                                  | 75 (120,7)                          | 31 min 17 s                         | 143,847                             |            |
| 1983   | 18 février | 15                                  | Dale Earnhardt                      | Bud Moore Engineering               | Ford                                | 50                                  | 125 (201,168)                       | 48 min 28 s                         | 157,746                             |            |
| 1983   | 18 février | 75                                  | Neil Bonnett (en)                   | RahMoc Enterprises                  | Chevrolet                           | 50                                  | 125 (201,168)                       | 1 h 01 min 23 s                     | 122,183                             |            |
| 1983   | 18 février | 39                                  | Blackie Wangerin                    | Wangerin Racing                     | Ford                                | 30                                  | 75 (120,7)                          | 31 min 57 s                         | 140,845                             |            |
| 1984   | 16 février | 28                                  | Cale Yarborough                     | Ranier-Lundy                        | Chevrolet                           | 50                                  | 125 (201,168)                       | 57 min 56 s                         | 129,459                             |            |
| 1984   | 16 février | 22                                  | Bobby Allison                       | DiGard Motorsports                  | Buick                               | 50                                  | 125 (201,168)                       | 53 min 44 s                         | 139,578                             |            |
| 1984   | 17 février | 37                                  | Connie Saylor                       | Lain Racing                         | Pontiac                             | 30                                  | 75 (120,7)                          | 35 min 22 s                         | 127,238                             |            |
| 1985   | 14 février | 09                                  | Bill Elliott                        | Melling Racing                      | Ford                                | 50                                  | 125 (201,168)                       | 41 min 43 s                         | 179,784                             |            |
| 1985   | 14 février | 28                                  | Cale Yarborough                     | Ranier-Lundy                        | Ford                                | 50                                  | 125 (201,168)                       | 48 min 16 s                         | 155,387                             |            |
| 1985   | 15 février | 07                                  | Randy LaJoie                        | Snellman Brothers                   | Chevrolet                           | 30                                  | 75 (120,7)                          | 23 min 46 s                         | 189,341                             |            |
| 1986   | 13 février | 09                                  | Bill Elliott                        | Melling Racing                      | Ford                                | 50                                  | 125 (201,168)                       | 48 min 49 s                         | 153,636                             |            |
| 1986   | 13 février | 03                                  | Dale Earnhardt                      | Richard Childress Racing            | Chevrolet                           | 50                                  | 125 (201,168)                       | 48 min 56 s                         | 153,270                             |            |
| 1987   | 12 février | 90                                  | Ken Schrader                        | Donlavey Racing                     | Ford                                | 50                                  | 125 (201,168)                       | 57 min 31 s                         | 130,397                             |            |
| 1987   | 12 février | 35                                  | Benny Parsons                       | Hendrick Motorsports                | Chevrolet                           | 50                                  | 125 (201,168)                       | 41 min 02 s                         | 182,778                             |            |
| 1988   | 11 février | 12                                  | Bobby Allison                       | Stavola Brothers Racing             | Buick                               | 50                                  | 125 (201,168)                       | 57 min 16 s                         | 130,966                             |            |
| 1988   | 11 février | 17                                  | Darrell Waltrip                     | Hendrick Motorsports                | Chevrolet                           | 50                                  | 125 (201,168)                       | 56 min 01 s                         | 133,889                             |            |
| 1989   | 16 février | 25                                  | Ken Schrader                        | Hendrick Motorsports                | Chevrolet                           | 50                                  | 125 (201,168)                       | 50 min 57 s                         | 147,203                             |            |
| 1989   | 16 février | 11                                  | Terry Labonte                       | Junior Johnson & Associates         | Ford                                | 50                                  | 125 (201,168)                       | 39 min 34 s                         | 189,554                             |            |
| 1990   | 15 février | 11                                  | Geoffrey Bodine                     | Junior Johnson & Associates         | Ford                                | 50                                  | 125 (201,168)                       | 40 min 05 s                         | 187,110                             |            |
| 1990   | 15 février | 03                                  | Dale Earnhardt                      | Richard Childress Racing            | Chevrolet                           | 50                                  | 125 (201,168)                       | 47 min 42 s                         | 157,123                             |            |
| 1991   | 13 février | 28                                  | Davey Allison                       | Robert Yates Racing                 | Ford                                | 50                                  | 125 (201,168)                       | 45 min 21 s                         | 165,380                             |            |
| 1991   | 13 février | 03                                  | Dale Earnhardt                      | Richard Childress Racing            | Chevrolet                           | 50                                  | 125 (201,168)                       | 47 min 50 s                         | 156,794                             |            |
| 1992   | 13 février | 03                                  | Dale Earnhardt                      | Richard Childress Racing            | Chevrolet                           | 50                                  | 125 (201,168)                       | 1 h 04 min 25 s                     | 116,430                             |            |
| 1992   | 13 février | 11                                  | Bill Elliott                        | Junior Johnson & Associates         | Ford                                | 50                                  | 125 (201,168)                       | 44 min 10 s                         | 169,811                             |            |
| 1993   | 11 février | 24                                  | Jeff Gordon                         | Hendrick Motorsports                | Chevrolet                           | 50                                  | 125 (201,168)                       | 48 min 56 s                         | 153,270                             |            |
| 1993   | 11 février | 03                                  | Dale Earnhardt                      | Richard Childress Racing            | Chevrolet                           | 50                                  | 125 (201,168)                       | 47 min 41 s                         | 157,288                             |            |
| 1994   | 17 février | 28                                  | Ernie Irvan                         | Robert Yates Racing                 | Ford                                | 50                                  | 125 (201,168)                       | 47 min 59 s                         | 156,304                             |            |
| 1994   | 17 février | 03                                  | Dale Earnhardt                      | Richard Childress Racing            | Chevrolet                           | 50                                  | 125 (201,168)                       | 51 min 06 s                         | 146,771                             |            |
| 1995   | 13 février | 04                                  | Sterling Marlin                     | Morgan-McClure Motorsports          | Chevrolet                           | 50                                  | 125 (201,168)                       | 49 min 59 s                         | 150,050                             |            |
| 1995   | 13 février | 03                                  | Dale Earnhardt                      | Richard Childress Racing            | Chevrolet                           | 50                                  | 125 (201,168)                       | 56 min 52 s                         | 131,887                             |            |
| 1996   | 15 février | 03                                  | Dale Earnhardt                      | Richard Childress Racing            | Chevrolet                           | 50                                  | 125 (201,168)                       | 52 min 26 s                         | 143,039                             |            |
| 1996   | 15 février | 28                                  | Ernie Irvan                         | Robert Yates Racing                 | Ford                                | 50                                  | 125 (201,168)                       | 40 min 19 s                         | 186,027                             |            |
| 1997   | 13 février | 88                                  | Dale Jarrett                        | Robert Yates Racing                 | Ford                                | 50                                  | 125 (201,168)                       | 45 min 09 s                         | 166,113                             |            |
| 1997   | 13 février | 03                                  | Dale Earnhardt                      | Richard Childress Racing            | Chevrolet                           | 50                                  | 125 (201,168)                       | 46 min 05 s                         | 162,749                             |            |
| 1998   | 12 février | 40                                  | Sterling Marlin                     | SABCO Racing                        | Chevrolet                           | 50                                  | 125 (201,168)                       | 53 min 36 s                         | 139,925                             |            |
| 1998   | 12 février | 03                                  | Dale Earnhardt                      | Richard Childress Racing            | Chevrolet                           | 50                                  | 125 (201,168)                       | 50 min 57 s                         | 147,203                             |            |
| 1999   | 12 février | 18                                  | Bobby Labonte                       | Joe Gibbs Racing                    | Pontiac                             | 50                                  | 125 (201,168)                       | 45 min 52 s                         | 163,570                             |            |
| 1999   | 12 février | 03                                  | Dale Earnhardt                      | Richard Childress Racing            | Chevrolet                           | 50                                  | 125 (201,168)                       | 48 min 16 s                         | 155,280                             |            |
| 2000   | 17 février | 94                                  | Bill Elliott                        | Bill Elliott Racing                 | Ford                                | 50                                  | 125 (201,168)                       | 39 min 44 s                         | 188,758                             |            |
| 2000   | 17 février | 28                                  | Ricky Rudd                          | Robert Yates Racing                 | Ford                                | 50                                  | 125 (201,168)                       | 39 min 53 s                         | 188,048                             |            |
| 2001   | 15 février | 40                                  | Sterling Marlin                     | Chip Ganassi Racing                 | Dodge                               | 50                                  | 125 (201,168)                       | 50 min 51 s                         | 147,493                             |            |
| 2001   | 15 février | 31                                  | Mike Skinner                        | Richard Childress Racing            | Chevrolet                           | 50                                  | 125 (201,168)                       | 46 min 12 s                         | 162,338                             |            |
| 2002   | 14 février | 24                                  | Jeff Gordon                         | Hendrick Motorsports                | Chevrolet                           | 50                                  | 125 (201,168)                       | 40 min 50 s                         | 183,674                             |            |
| 2002   | 14 février | 15                                  | Michael Waltrip                     | Dale Earnhardt, Inc.                | Chevrolet                           | 50                                  | 125 (201,168)                       | 56 min 50 s                         | 131,965                             |            |
| 2003   | 13 février | 31                                  | Robby Gordon                        | Richard Childress Racing            | Chevrolet                           | 50                                  | 125 (201,168)                       | 41 min 24 s                         | 181,140                             |            |
| 2003   | 13 février | 08                                  | Dale Earnhardt Jr.                  | Dale Earnhardt, Inc.                | Chevrolet                           | 50                                  | 125 (201,168)                       | 41 min 28 s                         | 180,845                             |            |
| 2004   | 12 février | 08                                  | Dale Earnhardt Jr.                  | Dale Earnhardt, Inc.                | Chevrolet                           | 50                                  | 125 (201,168)                       | 48 min 03 s                         | 156,087                             |            |
| 2004   | 12 février | 38                                  | Elliott Sadler                      | Robert Yates Racing                 | Ford                                | 50                                  | 125 (201,168)                       | 41 min 08 s                         | 182,334                             |            |
| 2005   | 17 février | 15                                  | Michael Waltrip                     | Dale Earnhardt, Inc.                | Chevrolet                           | 60                                  | 150 (241,401)                       | 1 h 04 min 05 s                     | 140,422                             |            |
| 2005   | 17 février | 20                                  | Tony Stewart                        | Joe Gibbs Racing                    | Chevrolet                           | 60                                  | 150 (241,401)                       | 1 h 00 min 02 s                     | 145,161                             |            |
| 2006   | 16 février | 38                                  | Elliott Sadler                      | Robert Yates Racing                 | Ford                                | 64                                  | 160 (257,495)                       | 1 h 08 min 16 s                     | 140,625                             | [ Note 3 ] |
| 2006   | 16 février | 24                                  | Jeff Gordon                         | Hendrick Motorsports                | Chevrolet                           | 64                                  | 160 (257,495)                       | 1 h 05 min 32 s                     | 146,490                             | [ Note 3 ] |
| 2007   | 15 février | 20                                  | Tony Stewart                        | Joe Gibbs Racing                    | Chevrolet                           | 63                                  | 157,5 (253,471)                     | 1 h 23 min 16 s                     | 113,491                             | [ Note 4 ] |
| 2007   | 15 février | 24                                  | Jeff Gordon                         | Hendrick Motorsports                | Chevrolet                           | 60                                  | 150 (241,401)                       | 58 min 05 s                         | 154,950                             |            |
| 2008   | 14 février | 88                                  | Dale Earnhardt Jr.                  | Hendrick Motorsports                | Chevrolet                           | 60                                  | 150 (241,401)                       | 59 min 00 s                         | 160,810                             |            |
| 2008   | 14 février | 11                                  | Denny Hamlin                        | Joe Gibbs Racing                    | Toyota                              | 64                                  | 160 (257,495)                       | 1 h 14 min 45 s                     | 128,428                             | [ Note 5 ] |
| 2009   | 12 février | 24                                  | Jeff Gordon                         | Hendrick Motorsports                | Chevrolet                           | 60                                  | 150 (241,401)                       | 1 h 04 min 32 s                     | 139,436                             |            |
| 2009   | 12 février | 18                                  | Kyle Busch                          | Joe Gibbs Racing                    | Toyota                              | 60                                  | 150 (241,401)                       | 57 min 14 s                         | 157,251                             |            |
| 2010   | 11 février | 48                                  | Jimmie Johnson                      | Hendrick Motorsports                | Chevrolet                           | 60                                  | 150 (241,401)                       | 1 h 01 min 27 s                     | 146,461                             |            |
| 2010   | 11 février | 09                                  | Kasey Kahne                         | Richard Petty Motorsports           | Ford                                | 60                                  | 150 (241,401)                       | 51 min 32 s                         | 174,644                             |            |
| 2011   | 17 février | 22                                  | Kurt Busch                          | Team Penske                         | Dodge                               | 62                                  | 155 (249,448)                       | 58 min 12 s                         | 159,794                             | [ Note 4 ] |
| 2011   | 17 février | 31                                  | Jeff Burton                         | Richard Childress Racing            | Chevrolet                           | 60                                  | 150 (241,401)                       | 1 h 05 min 54 s                     | 136,571                             |            |
| 2012   | 23 février | 20                                  | Tony Stewart                        | Stewart-Haas Racing                 | Chevrolet                           | 60                                  | 150 (241,401)                       | 56 min 34 s                         | 159,104                             |            |
| 2012   | 23 février | 17                                  | Matt Kenseth                        | Roush Fenway Racing                 | Ford                                | 60                                  | 150 (241,401)                       | 46 min 23 s                         | 194,175                             |            |
| 2013   | 21 février | 29                                  | Kevin Harvick                       | Richard Childress Racing            | Chevrolet                           | 60                                  | 150 (241,401)                       | 50 min 46 s                         | 177,282                             |            |
| 2013   | 21 février | 18                                  | Kyle Busch                          | Joe Gibbs Racing                    | Toyota                              | 60                                  | 150 (241,401)                       | 46 min 24 s                         | 193,966                             |            |
| 2014   | 20 février | 20                                  | Matt Kenseth                        | Joe Gibbs Racing                    | Toyota                              | 60                                  | 150 (241,401)                       | 46 min 49 s                         | 192,259                             |            |
| 2014   | 20 février | 11                                  | Denny Hamlin                        | Joe Gibbs Racing                    | Toyota                              | 60                                  | 150 (241,401)                       | 1 h 02 min 43 s                     | 140,651                             |            |
| 2015   | 19 février | 88                                  | Dale Earnhardt Jr.                  | Hendrick Motorsports                | Chevrolet                           | 60                                  | 150 (241,401)                       | 1 h 02 min 18 s                     | 144,462                             |            |
| 2015   | 19 février | 48                                  | Jimmie Johnson                      | Hendrick Motorsports                | Chevrolet                           | 64                                  | 160 (257,495)                       | 1 h 06 min 20 s                     | 144,724                             | [ Note 5 ] |
| 2016   | 18 février | 88                                  | Dale Earnhardt Jr.                  | Hendrick Motorsports                | Chevrolet                           | 60                                  | 150 (251,401)                       | 52 min 06 s                         | 172,899                             |            |
| 2016   | 18 février | 18                                  | Kyle Busch                          | Joe Gibbs Racing                    | Toyota                              | 60                                  | 150 (251,401)                       | 46 min 54 s                         | 191,898                             |            |
| 2017   | 23 février | 24                                  | Chase Elliott                       | Hendrick Motorsports                | Chevrolet                           | 60                                  | 150 (251,401)                       | 56 min 13 s                         | 160,095                             | [ 4 ]      |
| 2017   | 23 février | 11                                  | Denny Hamlin                        | Joe Gibbs Racing                    | Toyota                              | 60                                  | 150 (251,401)                       | 57 min 20 s                         | 156,977                             | [ 5 ]      |
| 2018   | 15 février | 12                                  | Ryan Blaney                         | Team Penske                         | Ford                                | 63                                  | 157,5 (253,471)                     | 1 h 08 min 25 s                     | 138,124                             | ,          |
| 2018   | 15 février | 09                                  | Chase Elliott                       | Hendrick Motorsports                | Chevrolet                           | 60                                  | 150 (251,401)                       | 49 min 29 s                         | 181,879                             | [ 7 ]      |
| 2019   | 14 février | 04                                  | Kevin Harvick                       | Stewart-Haas Racing                 | Ford                                | 60                                  | 150 (251,401)                       | 50 min 38 s                         | 177,749                             | [ 8 ]      |
| 2019   | 14 février | 22                                  | Joey Logano                         | Team Penske                         | Ford                                | 60                                  | 150 (251,401)                       | 46 min 36 s                         | 193,133                             | [ 8 ]      |
| 2020   | 13 février | 22                                  | Joey Logano                         | Team Penske                         | Ford                                | 60                                  | 150 (251,401)                       | 54 min 09 s                         | 166,105                             | [ 9 ]      |
| 2020   | 13 février | 24                                  | William Byron                       | Hendrick Motorsports                | Chevrolet                           | 60                                  | 150 (251,401)                       | 52 min 38 s                         | 170,944                             | [ 10 ]     |
| 2021   | 11 février | 10                                  | Aric Almirola                       | Stewart-Haas Racing                 | Ford                                | 60                                  | 150 (251,401)                       | 0 h 46 min 53 s                     | 191,966                             | [ 11 ]     |
| 2021   | 11 février | 3                                   | Austin Dillon                       | Richard Childress Racing            | Chevrolet                           | 63                                  | 157,5 (253,.471)                    | 0 h 59 min 47 s                     | 158,071                             | ,          |
| 2022   | 17 février | 6                                   | Brad Keselowski                     | RFK Racing                          | Ford                                | 60                                  | 150 (251,401)                       | 0 h 48 min 36 s                     | 185,185                             | [ 13 ]     |
| 2022   | 17 février | 17                                  | Chris Buescher                      | RFK Racing                          | Ford                                | 60                                  | 150 (251,401)                       | 0 h 48 min 24 s                     | 185,98                              | [ 14 ]     |
| 2023   | 16 février | 22                                  | Joey Logano                         | Team Penske                         | Ford                                | 60                                  | 150 (251,401)                       | 0 h 47 min 55 s                     | 187,63                              | [ 15 ]     |
| 2023   | 16 février | 10                                  | Aric Almirola                       | Stewart-Haas Racing                 | Ford                                | 60                                  | 150 (251,401)                       | 0 h 59 min 15 s                     | 151,813                             | [ 16 ]     |
| 2024   | 15 février | 45                                  | Tyler Reddick                       | 23XI Racing                         | Toyota                              | 60                                  | 150 (251,401)                       | 0 h 53 min 35 s                     | 167,963                             | [ 17 ]     |
| 2024   | 15 février | 20                                  | Christopher Bell                    | Joe Gibbs Racing                    | Toyota                              | 60                                  | 150 (251,401)                       | 0 h 55 min 51 s                     | 161,146                             | [ 18 ]     |
| 2025   | 13 février | 23                                  | Bubba Wallace                       | 23XI Racing                         | Toyota                              | 60                                  | 150 (251,401)                       | 1 h 08 min 45 s                     | 130,909                             | [ 19 ]     |
| 2025   | 13 février | 02                                  | Austin Cindric                      | Team Penske                         | Ford                                | 60                                  | 150 (251,401)                       | 0 h 55 min 41 s                     | 161,628                             | ,          |

Notes : 
1. ↑  La première course en 1961 a été raccourcie à cause d'un accident.
2. ↑  Les deux courses en 1974 ont été raccourcies de 10% à la suite de la crise énergétique.
3. ↑  Les deux courses en 2006 ont été allongées (drapeau vert et blanc sorti).
4. 1 2 3  La première course en 2007, en 2011 et en 2018 a été allongée (drapeau vert et blanc sorti).
5. 1 2  La seconde course en 2008 et en 2015 a été allongée (drapeau vert et blanc sorti).
6. ↑  La seconde course a été reportée de 3 heures à cause de la pluie et s'est terminée peu après minuit le vendredi.
7. ↑  Erik Jones a franchi la ligne d'arrivée du deuxième duel en premier, mais en raison d'un drapeau jaune très tardif appelé juste avant qu'il ne dépasse Cindric, ce dernier a été déclaré vainqueur car il était le leader au moment de la sortie du drapeau jaune.

## Pilotes multiples vainqueurs
| Nb. Vict. | Pilote             | Saison                                                                 |
| --------- | ------------------ | ---------------------------------------------------------------------- |
| 12        | Dale Earnhardt     | 1983, 1986, 1990, 1991, 1992, 1993, 1994, 1995, 1996, 1997, 1998, 1999 |
| 6         | Cale Yarborough    | 1970, 1974, 1977, 1982, 1984, 1985                                     |
| 5         | Bobby Allison      | 1972, 1975, 1981, 1984, 1988                                           |
| 5         | Darrell Waltrip    | 1976, 1978, 1979, 1981, 1988                                           |
| 5         | Jeff Gordon        | 1993, 2002, 2006, 2007, 2009                                           |
| 5         | Dale Earnhardt Jr. | 2003, 2004, 2008, 2015, 2016                                           |
| 4         | Junior Johnson     | 1961, 1963, 1964, 1965                                                 |
| 4         | Bobby Isaac        | 1964, 1969, 1972, 1974                                                 |
| 4         | Bill Elliott       | 1985, 1986, 1992, 2000                                                 |
| 3         | Fireball Roberts   | 1960, 1961, 1962                                                       |
| 3         | David Pearson      | 1969, 1971, 1975                                                       |
| 3         | Buddy Baker        | 1973, 1979, 1982                                                       |
| 3         | Sterling Marlin    | 1995, 1998, 2001                                                       |
| 3         | Tony Stewart       | 2005, 2007, 2012                                                       |
| 3         | Denny Hamlin       | 2008, 2014, 2017                                                       |
| 3         | Kyle Busch         | 2009, 2013, 2016                                                       |
| 3         | Joey Logano        | 2019, 2020, 2023                                                       |
| 2         | Jack Smith         | 1959, 1960                                                             |
| 2         | Joe Weatherly      | 1961, 1962                                                             |
| 2         | Neil Bonnett (en)  | 1980, 1983                                                             |
| 2         | Ken Schrader       | 1987, 1989                                                             |
| 2         | Ernie Irvan        | 1994, 1996                                                             |
| 2         | Michael Waltrip    | 2002, 2005                                                             |
| 2         | Elliott Sadler     | 2004, 2006                                                             |
| 2         | Matt Kenseth       | 2012, 2014                                                             |
| 2         | Jimmie Johnson     | 2010, 2015                                                             |
| 2         | Kevin Harvick      | 2013, 2019                                                             |
| 2         | Aric Almirola      | 2021, 2023                                                             |
| 2         | Chase Elliott      | 2017, 2018                                                             |

## Écuries multiples gagnantes
| Nb. Vict. | Écurie                      | Saison                                                                                         |
| --------- | --------------------------- | ---------------------------------------------------------------------------------------------- |
| 16        | Hendrick Motorsports        | 1987, 1988, 1989, 1993, 2002, 2006, 2007, 2008, 2009, 2010, 2015, 2015, 2016, 2017, 2018, 2020 |
| 16        | Richard Childress Racing    | 1986, 1990, 1991, 1992, 1993, 1994, 1995, 1996, 1997, 1998, 1999, 2001, 2003, 2011, 2013, 2021 |
| 11        | Joe Gibbs Racing            | 1999, 2005, 2007, 2008, 2009, 2013, 2014, 2014, 2016, 2017, 2024                               |
| 8         | Team Penske                 | 1975, 2011, 2018, 2019, 2020, 2022, 2023, 2025                                                 |
| 7         | Robert Yates Racing         | 1991, 1994, 1996, 1997, 2000, 2004, 2006                                                       |
| 6         | Junior Johnson & Associates | 1965, 1977, 1981, 1989, 1990, 1992                                                             |
| 4         | Holman-Moody                | 1960, 1967, 1969, 1971                                                                         |
| 4         | Bud Moore Engineering       | 1961, 1962, 1965, 1983                                                                         |
| 4         | Nord Krauskopf              | 1969, 1972, 1973, 1976                                                                         |
| 4         | DiGard Motorsports          | 1976, 1978, 1979, 1984                                                                         |
| 4         | Ranier-Lundy                | 1979, 1981, 1984, 1985                                                                         |
| 4         | Dale Earnhardt, Inc.        | 2002, 2003, 2004, 2005                                                                         |
| 4         | Steward-Haas Racing         | 2012, 2019, 2021, 2023                                                                         |
| 3         | Ray Fox                     | 1963, 1964, 1966                                                                               |
| 3         | Ray Nichels                 | 1964, 1966, 1970                                                                               |
| 3         | RFK Racing                  | 2012, 2022, 2022                                                                               |
| 3         | Wood Brothers Racing        | 1970, 1975, 1980                                                                               |
| 2         | Jack Smith Racing           | 1961, 1963                                                                                     |
| 2         | 23XI Racing                 | 2024, 2025                                                                                     |
| 2         | Smokey Yunick               | 1959, 1960                                                                                     |
| 2         | Richard Howard Racing       | 1972, 1974                                                                                     |
| 2         | Hoss Ellington              | 1980, 1982                                                                                     |
| 2         | Melling Racing              | 1985, 1986                                                                                     |

## Victoires par marques
| Marque | Nb. Vict.  |
| ------ | ---------- |
| 23     | Chevrolet  |
| 18     | Ford       |
| 7      | Dodge      |
| 5      | Pontiac    |
| 3      | Mercury    |
| 3      | Toyota     |
| 3      | Buick      |
| 2      | Plymouth   |
| 1      | AMC        |
| 1      | Oldsmobile |

| Marque | Nb. Vict.  |
| ------ | ---------- |
| 30     | Chevrolet  |
| 15     | Ford       |
| 7      | Toyota     |
| 4      | Dodge      |
| 3      | Pontiac    |
| 3      | Buick      |
| 2      | Mercury    |
| 2      | Oldsmobile |

| Marque     | Nb. Vict. |
| ---------- | --------- |
| Chevrolet  | 53        |
| Ford       | 33        |
| Dodge      | 11        |
| Toyota     | 10        |
| Pontiac    | 8         |
| Buick      | 6         |
| Mercury    | 5         |
| Oldsmobile | 3         |
| Plymouth   | 2         |
| AMC        | 1         |

## Anecdotes
- En 2010, Jimmie Johnson et Kasey Kahne ont tous deux gagnés leur course avec le même écart de 0,019 seconde respectivement sur les seconds Kevin Harvick et Tony Stewart.
- Dale Earnhardt a établi un record en gagnant une des deux courses Twin 125 pendant dix années consécutives. Il a gagné un total de douze courses Twin 125 avant de gagner le Daytona 500 de 1998.
- En 1993, Jeff Gordon gagne lors de sa saison rookie une course des Twin 125. Il s'agit de sa première victoire en NASCAR Winston Cup mais cette course ne lui a pas apporté de points. Il n'a pas gagné de course décernant des points de championnat avant sa victoire en 1994 au Coca-Cola 600 à Charlotte.
- En 2007, Jeff Gordon gagne son Duel mais rate l'inspection d'après-course. Il se voit accorder la 42e place au Daytona 500 soit la plus mauvaise place jamais attribuée à un gagnant d'un Duel. Sa victoire ne lmui est cependant pas retirée.
- Depuis la saison 1971 et la fin de l'attribution de points de championnat aux Duels, deux pilotes ("Coo Coo" Marlin (en) et Mike Skinner) n'ont jamais gagné de course du championnat autre qu'un Duel.
- Quatre pilotes ont trouvé la mort lors des courses de qualification :
  - Talmadge "Tab" Prince en 1970 ;
  - Raymond "Friday" Hassler (en) en 1972 ;
  - Ricky Knotts (en) en 1980 ;
  - Bruce Jacobi (en) en 1983 (même s'il est déclaré décédé en 1987 après être resté dans le coma pendant quatre ans).

- Denny Hamlin gagne le second Gatorade Duel le 14 février 2008, faisant de lui le tout premier pilote Toyota à gagner une course de NASCAR Cup Series.
- Les équipes Hendrick Motorsports et Joe Gibbs Racing ont gagné un Duel chaque année de 2007 à 2009.
- Randy LaJoie est victime d'un terrible accident lors de l'UNO Twin 125 de 1984. À la sortie du virage no 4 sa voiture décolle et percute violemment le mur. Elle effectue ensuite deux backflips et un tonneau. Cet accident ressemblait fortement à celui encouru quelques jours plus tôt par Ricky Rudd lors du Busch Clash at Daytona. Une accumulation d'accident dans le virage 4 induiront l'asphaltage du tablier herbeux avant le déroulement du Firecracker 400 en juillet.
- Curieusement, malgré ses 200 victoires officielles dont celles Daytona 500, Richard Petty n'a jamais gagné une course de qualification (1959-71).
- La victoire de Bill Elliott en 2000 fut sa seule en tant que propriétaire/conducteur.